# Gruppo Sportivo
Gruppo Sportivo ist eine 1976 gegründete niederländische Band, die hauptsächlich in den späten 1970er Jahren als früher Vertreter der New Wave zu größerer Popularität gelangte.

## Geschichte
In Deutschland ist die Band vor allem wegen ihrer zeitweilig starken Präsenz auf Musikfestivals bekannt, einen Charterfolg konnte lediglich das Lied Happily unemployed von ihrem 1982er Album Design Moderne verbuchen. Im selben Jahr traten sie im WDR Rockpalast auf. In den USA und England hatten sie mit dem Song Beep Beep Love des Albums 10 Mistakes einen Achtungserfolg. Nach den ersten zwei LPs, 10 Mistakes und Back to 78 (Letztere erreichte Platz 3 in den niederländischen Charts), ebbte der Erfolg ab; es wurden aber bis 2006 weitere Studioalben (begleitet von einer Reihe Kompilationen) produziert. Bemerkenswert sind die oftmals sehr ironischen Texte (etwa Tokyo auf dem Album Back to 78; Happily Unemployed und Mein geilstes Lied, beide auf Design Moderne), begleitet von eingängiger Popmusik.

## Diskografie

### Alben
| Jahr | Titel                               | Höchstplatzierung, Gesamtwochen, AuszeichnungChartsChartplatzierungen (Jahr, Titel, Platzierungen, Wochen, Auszeichnungen, Anmerkungen) | Anmerkungen                                                               |
| Jahr | Titel                               | NL | Anmerkungen                                                               |
| ---- | ----------------------------------- | --- | ------------------------------------------------------------------------- |
| 1977 | 10 Mistakes                         | NL16 Gold · (17 Wo.)NL | Ariola; 2000 als Doppelalbum mit Buddy Odor Is A Gas wiederveröffentlicht |
| 1978 | Back to 78                          | NL3 Platin · (28 Wo.)NL | Ariola; 2000 als Doppelalbum mit Copy Copy wiederveröffentlicht           |
| 1980 | Copy Copy                           | NL49 (2 Wo.)NL | Ariola                                                                    |
| 2011 | The Secret of Success               | NL43 (4 Wo.)NL | T2 Entertainment                                                          |
| 2017 | The Golden Years of Dutch Pop Music | NL85 (1 Wo.)NL |                                                                           |
| 2018 | Great                               | NL39 (2 Wo.)NL | Redline Music                                                             |

Weitere Alben
- 1981: Pop! Goes the Brain (LP, Ariola)
- 1982: Design Moderne (LP, Ariola)
- 1984: Greatest Hats (LP Kompilation, Ariola)
- 1984: Sombrero Times (LP, Nova Zembla)
- 1988: Back to 19 Mistakes (CD, Ariola)
- 1989: Sucker of the Century (LP, Jaws)
- 1992: Young & Out (CD, VAN)
- 1994: Sing Sing (Live-CD, VAN)
- 2000: Married with Singles (CD Kompilation, Double Dutch)
- 2004: Topless 16 (CD, Play It Again Sam)
- 2006: Rock Now, Roll Later! (CD, Play It Again Sam)

### Singles
| Jahr | Titel Album          | Höchstplatzierung, Gesamtwochen, AuszeichnungChartsChartplatzierungen (Jahr, Titel, Album, Platzierungen, Wochen, Auszeichnungen, Anmerkungen) | Anmerkungen |
| Jahr | Titel Album          | NL | Anmerkungen |
| ---- | -------------------- | --- | ----------- |
| 1978 | Rock ’n Roll         | NL27 (5 Wo.)NL |             |
| 1978 | Hey Girl Back To 78  | NL19 (6 Wo.)NL |             |
| 1979 | Disco Really Made It | NL11 (7 Wo.)NL |             |